# Fran Milčinski
Fran Milčinski (pseudoniem Fridolin Žolna; Lož, 3 december 1867 – Ljubljana, 24 oktober 1932) was een Sloveens rechter, schrijver en dramaturg.

## Leven
Milčinski werd geboren in de regio Notranjska. In 1871, toen hij vier jaar was, verhuisde het gezin naar Ljubljana. Zijn vader was van Tsjechische afkomst, en was belastingambtenaar. Zijn moeder was Sloveense. Zij was afkomstig van het dorp Lukovica. Daar bracht Milčinski veel vakanties door, en maakte hij kennis met Janko Kersnik, een Sloveens schrijver die hem enthousiast maakte voor de literatuur.
Milčinski studeerde rechten in Wenen, waar hij geld verdiende als stenograaf in een advocatenkantoor en als bijlesmeester. Een tijd lang kreeg hij ook een studiebeurs, maar op een gegeven moment begon hij geld te verdienen door tekeningen te maken en komische artikels te schrijven voor het humoristisch blad Škrat, en in de tijdschriften Rogač en Vesna.

In 1890 studeerde Milčinski af in Wenen, en begon hij te werken als rechter in Ljubljana, Škofja Loka, Radovljica, Brdo pri Lukovici en Idrija. Later, ten tijde van het Koninkrijk Joegoslavië na de Eerste Wereldoorlog bekleedde hij ook in de rest van Joegoslavië een hoge gerechtelijke functie. Hij was daarnaast vanaf 1900 directeur van Drama, de stadsschouwburg in Ljubljana. In 1910 trouwde hij met Marija Krejči. Ze zouden vier kinderen krijgen.

## Werk
Milčinski was een humorist, satiricus, schrijver van jeugdliteratuur en dramaturg. Hij schreef zijn eerste werken in zijn studententijd. Zijn eerste humoristische uitgave was Zoper samobeležnik (Tegen de zelfnoteerder). Die publiceerde hij in 1900. Daarna gaf hij nog verschillende korte verhalen en satires uit in verschillende tijdschriften.
De stof voor zijn schrijven kreeg hij vaak tijdens de rechtszittingen die hij bijwoonde. Het opvoedkundig verhaal Ptički brez gnezda (Vogeltjes zonder nest) bijvoorbeeld, ontstond in de tijd waarin Milčinski als kinderrechter werkte. Door het grootbrengen van zijn vier kinderen, besloot Milčinski om Sloveense volkssprookjes te bewerken. 
Na de Eerste Wereldoorlog begon Milčinski zijn pseudoniem 'Fridolin Žolna' te gebruiken. Hij schreef onder dit pseudoniem satirische schetsen over de toenmalige gebeurtenissen. 
Zijn bekendste werk is de reeks verhalen over de Butalci, een nogal achterlijk volk uit het imaginaire land Butale. Zij vinden zichzelf echter intelligent, en zijn in conflict met hun buren, de Tepanjčani. De verzameling van deze verhalen werd pas na zijn dood uitgegeven.
Kratkočasno igro  o prostoru za Prešernov spomenik  (Het spel voor tijdverdrijf over de plaats voor het Prešerenmonument) is een van zijn bekendste dramawerken.
- Bibliothèque nationale de France: cb131974410 (data)
- Gemeinsame Normdatei: 124343341
- International Standard Name Identifier: 0000 0001 1070 4106
- Library of Congress Control Number: n80094250
- Nationale Bibliotheek van Tsjechië: js20020812748
- Nederlandse Thesaurus van Auteursnamen: 111200938
- Système universitaire de documentation: 127523219
- Virtual International Authority File: 72324490
- WorldCat: E39PBJjHf6hP7vRrWkbrDhTmBP